# Kelly Fraser
Kelly Fraser (ur. 8 sierpnia 1993 w Iglooliku, zm. 24 grudnia 2019 w Winnipeg) – inuicka piosenkarka i autorka tekstów kanadyjskiego pochodzenia, której drugi album studyjny Sedna zdobył nominację do nagrody Juno w kategorii „autorski album roku” w plebiscycie w 2018.

## Kariera muzyczna
Krótko po urodzeniu w Iglooliku wokalistka przeniosła się wraz z rodziną do Sanikiluaq. Przed ukończeniem studiów na Uniwersytecie Technicznym Nicola Valley w Kolumbii Brytyjskiej kształciła się w Nunavut Sivuniksavut w Ottawie. W wieku 11 lat rozpoczęła naukę gry na gitarze. Cztery lata później założyła swój pierwszy zespół. W 2013 po raz pierwszy zwróciła uwagę środowiska muzycznego serią coverów piosenek popowych w języku inuktitut, na czele z singlem „Diamonds” Rihanny opublikowanym w serwisie internetowym YouTube.
W 2014 wydała swój debiutancki album Isuma. Za swój wydany w 2017 drugi album studyjny Sedna zdobyła w plebiscycie Juno w 2018 nominację do nagrody Juno w kategorii „autorski album roku”. Swoje utwory, łączące stylistykę popu z tradycyjną muzyką Inuitów, wykonywała w języku angielskim oraz inuktitut, czyli języku rdzennych mieszkańców Kanady, zamieszkałych szczególnie w obszarach arktycznych i subarktycznych. Według jej przyjaciela Thora Simonsena wokalistce w znacznym stopniu „zależało na wykorzystaniu muzyki pop jako środka do wzmocnienia pozycji jej języka narodowego”.
24 grudnia 2019 popełniła samobójstwo w swoim domu w Winnipeg. Według rodziny cierpiała z powodu „traumy z dzieciństwa, rasizmu i uporczywej cyberprzemocy”. Początkowo jednak, ze względu na wolę rodziny zmarłej, przyczyny śmierci wokalistki nie miały zostać upublicznione. Jej producent poinformował, że tuż przed śmiercią pracowała nad swoim trzecim albumem studyjnym Decolonize. 
Poza muzyczną aktywnością piosenkarka działała na rzecz rdzennej ludności Kanady.

## Dyskografia
- Isuma (2014)
- Sedna (2017)